# 海尔布尔土邦
海尔布尔土邦，是英属印度的一个土邦，位于现代巴基斯坦信德省北部的印度河上，首都位于海尔布尔。它是塔普尔王朝索拉巴尼分支的首都，1783年在塔普尔统治后不久成立，是塔普尔的领地之一。1843年，英国人征服了其他塔普尔领地，海尔布尔与英国签订了条约，从而保持了其作为土邦的部分自治权。1947年，海尔布尔的最后一位米尔（Mir，意为王公）选择加入新成立的巴基斯坦，因此该自治领成为巴基斯坦的土邦，直到1955年完全合并入西巴基斯坦。

## 历史
塔普尔王朝（Talpur Dynasty）于1783年由米尔·法塔赫·阿里·汗（Mir Fateh Ali Khan）建立，他在哈拉尼战役击败卡尔霍拉王朝后宣布自己是第一位Rais（信德的统治者）。1783年，米尔·法塔赫·阿里·汗的侄子米尔·索拉布·汗·塔普尔（Mir Sohrab Khan Talpur）在布拉罕建立了塔普尔王朝的一个分支，并于1783年更名为海尔布尔。
1811年，米尔·索拉布·汗·塔普尔去世，权力传给了他的长子米尔·鲁斯塔姆·阿里·汗（Mir Rustam 'Ali Khan）。
鲁斯塔姆最小的同父异母兄弟阿里·穆拉德（'Ali Murad）于1832年通过与英国签署条约，加强了自己的实力。在该条约中，他获得承认为海尔布尔的独立统治者，以换取1838年将对外关系的控制权、信德的道路和印度河的使用权交给英国。

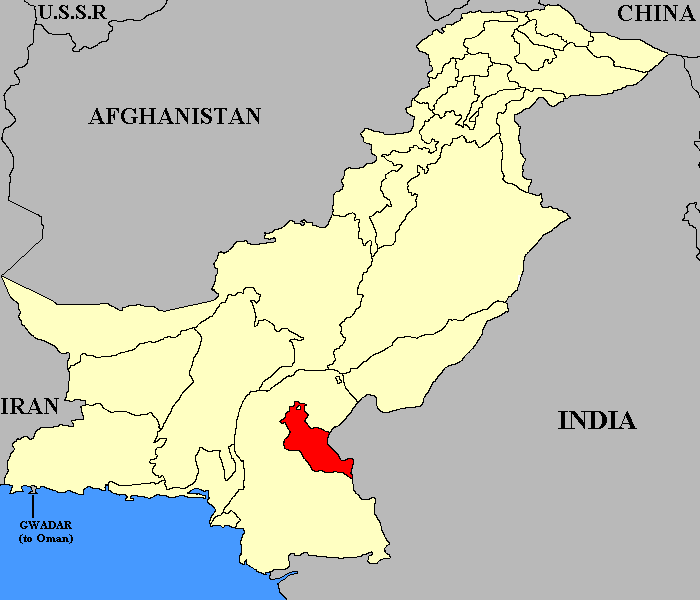
海尔布尔土邦（红色部分）于1947年加入巴基斯坦

鲁斯塔姆一直统治到1842年，在该年他退位给米尔·阿里·穆拉德（Mir Ali Murad）。阿里·穆拉德在（1845-1847）年的突厥战役期间帮助了英国人，但后来被指控在1851-1852年密谋反对英国人，因此被英国东印度公司剥夺了他在上信德的土地。此后，他控制的剩余土地主要由海尔布尔城及其周边地区组成。在印度1857年起义期间，阿里·穆拉德站在英国一边，阻止起义军夺取希卡布尔监狱和金库。他重新获得了英国人的青睐，1866年，英国人承诺承认任何未来的继任者为海尔布尔的合法统治者。阿里`穆拉德的统治一直持续到1894年他去世。
阿里·穆拉德的长子先于他去世，因此他的第二个儿子米尔·法伊兹·穆罕默德·汗（Mir Faiz Muhammad Khan）继位，他一直统治到1909年去世。他的儿子米尔·伊玛目·巴赫什·汗·塔普尔（Mir Sir Imam Bakhsh Khan Talpur）继位，他在第一次世界大战期间帮助了英国，因此在1918年被英国授予中校荣誉称号。他于1921年去世，由米尔·阿里·纳瓦兹·汗殿下（His Highness Mir Ali Nawaz Khan）继任。在他的统治下，封建的谢尔（Cherr）强迫劳动制度被废除，建设了新的运河用于灌溉。
米尔·阿里·纳瓦兹·汗于1935年去世，由米尔·法伊兹·穆罕默德·汗二世继任，他仅是一个名义上的领导人。海尔布尔政府设立了一个由地方部长领导的摄政委员会，并命令米尔住在州外。12年后，在权力移交前不久，他于1947年7月退位，让位给年幼的儿子米尔·乔治·阿里·穆拉德·汗（Mir George Ali Murad Khan），年轻的米尔4年前就已成年，并获得了完全的统治权。海尔布尔土邦是南亚次大陆上第一个引入成人完全选举权的州，臣民享有入学标准的免费教育和免费医疗保健，没有关税、财产、所得税或财富税。犯罪率微不足道，轻工业蓬勃发展。
同年10月，海布尔州加入巴基斯坦自治领，并于1955年并入西巴基斯坦。此后，它的最后一位统治者米尔·乔治·阿里·穆拉德·汗，仍然在每年的穆哈兰姆月在其宫殿法伊兹·马哈尔中举行马吉利斯（公共会议）。长期以来，他一直对动物福利和保护有着浓厚的兴趣，建立了南亚次大陆最大的私人野生动物保护区之一。他的小儿子迈赫迪·拉扎·汗（Mehdi Raza Khan）王子继承了他父亲的热情，并在退休后监督他的动物保护工作。

## 行政

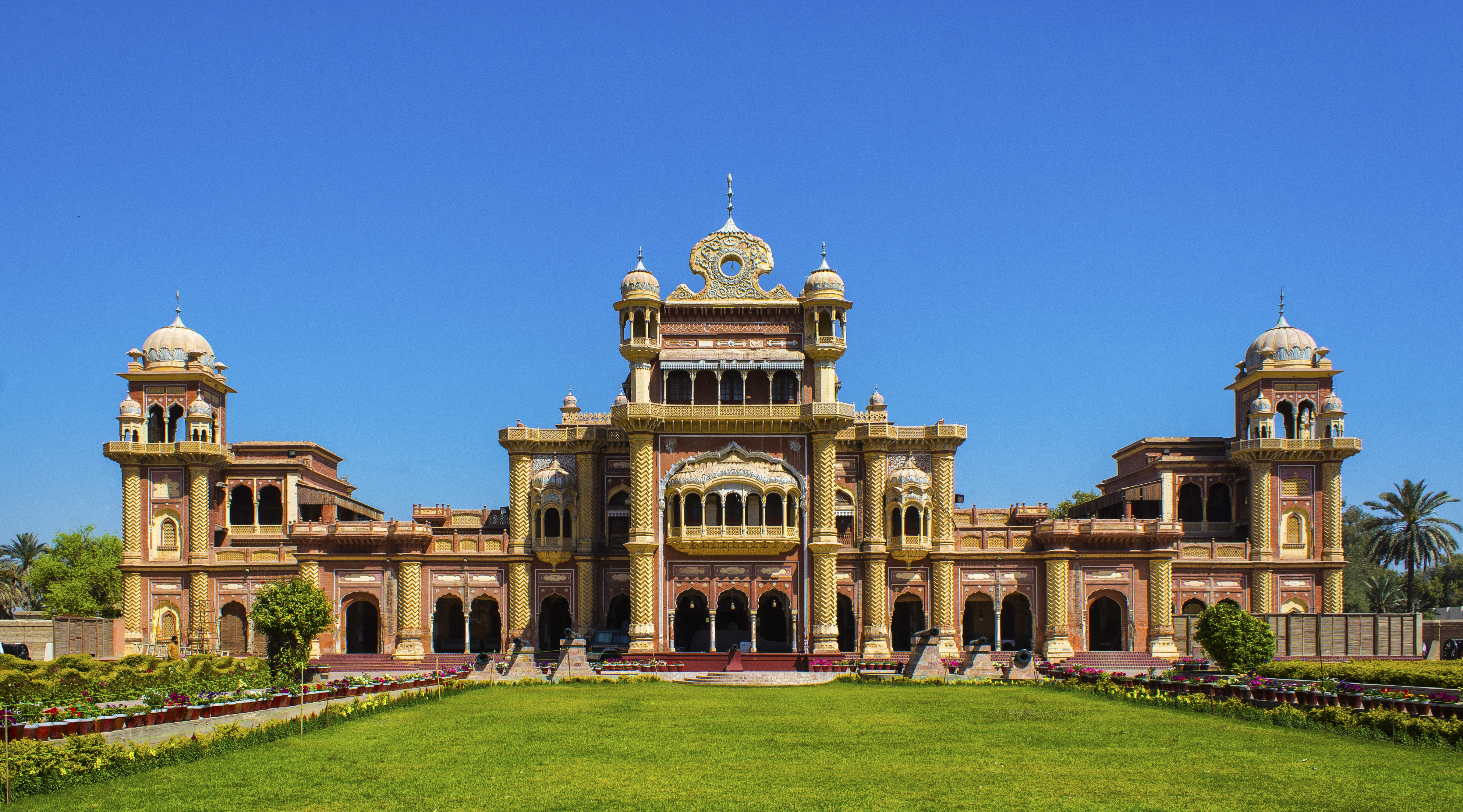
法伊兹·马哈尔官邸，海尔布尔米尔使用的几座宫殿之一

政府形式是传统的君主制。统治者拥有“米尔”的头衔，并在迪万（Diwan，首相）或维齐尔（Wazir）的协助下统治，维齐尔有时是从印度公务员那里借来的官员。该州被细分为五个塔卢克（taluks，世袭地），分属于两个区：由海尔布尔和甘巴特（Gambat）组成的海尔布尔区，以及由米尔瓦赫（Mir Wah）、法伊兹甘吉（Faiz Ganj）和纳罗（Naro）组成的米尔瓦赫区。这两个区分别由一个副维齐尔（naib-wazir）管理，而mukthiarkars则负责塔卢克管理。土邦的对外关系由一位政治代理人控制，该代理人通常是苏库尔的区长。

## 人口统计
1931年，海尔布尔土邦的人口为227,183人，其中186,577人（83%）为穆斯林，39894人（17%）为印度教徒，其他宗教信仰者为712人。
印度教徒主要集中在东部的纳罗，而由于迁移，在甘巴特和赖布尔的城镇地区也有大量的印度教徒，海尔布尔镇有一半人口是印度教徒。
近三分之二的土邦人口以农业为生。

## 统治者
| 头衔 | 姓名                                                           | 统治时期          |
| --- | -------------------------------------------------------------- | ----------------- |
| |                                                                |                   |
| 米尔میر‬                                                                                                 | 米尔·索拉布·汗·塔普尔 میر سہراب خان تالپور‬                     | 公元 1783–1830 年 |
| 米尔 میر‬                                                                                                | 米尔·鲁斯塔姆·阿里·汗·塔普尔 میر رستم علی خان تالپور‬           | 公元 1830–1842 年 |
| 米尔 میر‬                                                                                                | 米尔·阿里·穆拉德·汗·塔普尔 میر علی مراد خان تالپور‬             | 公元 1842–1894 年 |
| 米尔 میر‬                                                                                                | 米尔·法伊兹·穆罕默德·汗·塔普尔一世 میر فیض محمد خان تالپور اول‬ | 公元 1894–1909 年 |
| 米尔 میر‬                                                                                                | 米尔·伊玛目·巴赫什·汗·塔普尔 میر امام بخش خان تالپور‬           | 公元 1909–1921 年 |
| 米尔 میر‬                                                                                                | 米尔·阿里·纳瓦兹·汗·塔普尔 </br>میر علی نواز خان تالپور‬        | 公元 1921–1935 年 |
| 米尔 میر‬                                                                                                | 米尔·法伊兹·穆罕默德·汗·塔普尔二世 میر فیض محمد خان تالپور دوم‬ | 公元 1935–1947 年 |
| 米尔 میر‬                                                                                                | 喬治阿利穆拉汗 میر جارج علی مراد خان تالپور‬                    | 公元 1947 –       |
| 塔普尔王朝于1843年在Miani战役中被查尔斯·詹姆斯·纳皮尔击败，米尔·阿里·穆拉德·汗·塔普尔是最后一位统治者。 |                                                                |                   |